# Can Pujol (Vilobí d'Onyar)
Can Pujol és una casa de dues plantes del municipi de Vilobí d'Onyar (Selva) amb vessants a laterals i cornisa d'una filada de teules. Forma part de l'Inventari del Patrimoni Arquitectònic de Catalunya.

## Descripció
El portal té els brancals de pedra amb impostes que sostenen una llinda de fusta. Actualment presenta una petita teulada de protecció que no forma part de l'edifici original. Les finestres de la planta baixa són senzilles, i les del primer pis són de pedra. La de l'esquerra té gravat un arc conopial a la llinda i la del centre, més gran, també el té però a més presenta una decoració floral central. El tret més remarcable d'aquesta edificació es troba a la façana de la dreta. Es tracta d'una petita finestra rectangular amb dues cares esculpides a l'ampit d'estil arcaitzant. L'interior ha estat molt reformat al llarg del segle XX i els forjats han estat substituïts per revoltons. L'estructura també ha estat modificada subdividint la sala central i les laterals. La part de les quadres conserva unes portes d'arc de mig punt fetes de rajol, possiblement del segle xix. L'edifici es troba voltat d'edificacions annexes i coberts destinats a les feines del camp.

## Història
Sembla que la casa sempre havia estat d'una família que originalment portaven el cognom Pujol però al segle xix es va perdre. L'any 1910, Joan Negre Costa, avi de l'actual propietari, la va tornar a comprar per recuperar-la.